# طيف سبيبة (رواية)
طيف سبيبة هي رواية للكاتبة والأديبة المغربية لطيفة لبصير، صدرت عن المركز الثقافي للكتاب سنة 2024. يتكون المؤلف من 144صفحة و 21 فصلا. فازت الرواية بجائزة الشيخ زايد للكتاب في دورتها التاسعة عشرة. الرواية موجهة لليافعين حول موضوع اضطراب طيف التوحد، والتحديات التي تواجه الأطفال المصابين به.

## نبذة عن الرواية
رواية طيف سبيبة للأديبة لطيفة لبصير تسلّط الضوء على اضطرابات طيف التوحّد من خلال قصة الطفل راجي، الذي يُروى عالمه الخاص عبر عيون أخته هبة البالغة من العمر 12 عامًا. تتناول الرواية التحديات اليومية التي تواجهها الأسرة في التعامل مع راجي، مثل اختياراته للألوان، وعلاقته المميزة بالدمية "سبيبة"، التي أصبحت جزءًا لا يتجزأ من حياته.

## أبطال الرواية
- هبة
- راجي

## أسلوب الرواية
رواية طيف سبيبة للكاتبة لطيفة لبصير تتبنى أسلوبًا سرديًا يمزج بين الواقعية والخيال بطريقة أدبية مبسطة ومؤثرة، موجهة لليافعين والبالغين على حد سواء. تعتمد الرواية على سرد الأحداث من منظور الطفلة هبة، مما يمنح القارئ زاوية إنسانية لفهم عالم التوحد عبر علاقة راجي بأخته والدمية "سبيبة". يتسم الأسلوب بلغة عربية سلسة، تراعي التدرج في العرض والوصف، وتُبرز التفاصيل اليومية التي تشكل تحديات للطفل المصاب بالتوحد، مثل اختيار الألوان، الروتين، وتفاعله مع الآخرين. تضم الرواية 21 فصلًا قصيرًا، كل منها يحمل عنوانًا دالًا ويعكس حالة شعورية أو موقفًا محددًا، فيما تبرز الدمية سبيبة كشخصية خيالية فاعلة تلعب دور الوسيط بين راجي والعالم الخارجي، بما يضيف بعدًا رمزيًا للرواية.

## الجوائز
- جائزة الشيخ زايد للكتاب في دورتها التاسعة عشرة 2025[5]

## اقتباسات من الرواية
- تقول هبة: "منذ سنوات عرفت بلقب أخت راجي الذي اعتاد عليه الأطفال، كما ألفته أنا أيضًا. في البداية لم أفهم سر هذا اللقب، كما لم أفهم طبيعة أخي راجي المختلفة تمامًا عن طبائعنا نحن الأطفال، ثم أدركت مع الأيام أن راجي طفل مختلف، خاصة يوم انتزع مني دميتي سبيبة" (ص 7).
- تصف هبة غرفة راجي قائلة: "غرفة راجي عالم صغير، الكثير من العلامات المميزة والأسهم التوضيحية التي تشير إلى صوره وصور العائلة وصور الحيوانات، عالم يعكس بوضوح خشية أن ينسى راجي صورنا وملامحنا" (ص 75).
- رسالة على لسان الدمية سبيبة: "أعرفكم بنفسي، أنا الدمية سبيبة، أرافق الطفل راجي منذ مدة وسعيدة بذلك رغم أنه يجر أذنيّ بين الفينة والأخرى، لكن راجي طفل مختلف يشبه أطفالًا قلة في هذا العالم، منبوذين ومهمشين في أغلب الأحيان لفرط حركتهم وشرودهم الدائم وقلة انتباههم للأشياء التي يركز فيها الآخرون" (صص 131-132).

## اضطرابات التوحد في الرواية
في رواية طيف سبيبة، تُعرض تجربة اضطراب طيف التوحد من خلال شخصية الطفل راجي، الذي يعيش في عالم داخلي خاص يتسم بالروتين والانعزال، ويواجه صعوبات في التعبير والتفاعل الاجتماعي، إلى جانب حساسية مفرطة تجاه الألوان والأصوات، ما يجعله عرضة للتنمر ويزيد من عزلته. تسرد الرواية أحداثها بلسان أخته هبة، التي ترصد تفاصيل يومياته بلغة طفولية مؤثرة تكشف عمق معاناته وحنانها نحوه، فيما تلعب الدمية "سبيبة" دورًا جوهريًا كوسيط رمزي بين راجي والعالم الخارجي، إذ تشكل له مصدرًا للأمان والتواصل غير المباشر، حيث يصنع نسخًا منها ويستخدمها لتمرير رسالة إلى مدرسته. وتُظهر الرواية كيف أن الأسرة، وخصوصًا الأم، تسعى جاهدًة لتوفير بيئة مناسبة تُراعي خصوصيته، عبر تنظيم غرفته وتعمد اختيار أدوات وألوان مألوفة له. بهذا الأسلوب الحميمي، تتجاوز الرواية التشخيص الطبي للتوحد نحو تصوير إنساني عميق، يكشف عن قدرة الحب والتفهم على خلق جسور بين العزلة والانتماء.

## النقد والاستقبال
رواية «طيف سبيبة» للكاتبة المغربية لطيفة لبصير لاقت اهتماماً ملحوظاً من النقاد والقراء، حيث أشاد العديد منهم بقدرتها على مزج الحسّ الإنساني العميق بالبعد الرمزي والتاريخي، مما جعل العمل يتجاوز حدود السرد التقليدي ليطرح أسئلة حول الهوية والذاكرة والوجود. ورأى بعض الدارسين أن الرواية تميزت بأسلوب لغوي رشيق وشاعري مكّنها من رسم عوالم متخيلة تنبض بالرموز والدلالات، فيما اعتبر آخرون أنّها تُجسّد استمراراً لانشغال الكاتبة بقضايا الذات والآخر، وبالحدود الفاصلة بين الواقعي والمتخيل. وقد حظي العمل بقراءات نقدية إيجابية في الصحافة الثقافية المغربية والعربية، أجمعت على أنّه يشكل إضافة نوعية إلى تجربة لطيفة لبصير السردية وإلى مسار الرواية المغربية المعاصرة.